# Catocala novangliae
Catocala novangliae är en fjärilsart som beskrevs av Reiff 1916. Catocala novangliae ingår i släktet Catocala och familjen nattflyn. Inga underarter finns listade i Catalogue of Life.